# Platamonas
Platamonas (griechisch Πλαταμώνας (m. sg.); älter auch Platamon Πλαταμών) ist eine Ortsgemeinschaft im Gemeindebezirk Anatolikos Olymbos der Gemeinde Dion-Olymbos im Süden der griechischen Region Zentralmakedonien.

## Name
Gemäß Lidell-Scott soll der Name Platamonas „Weiter Strand“ (platys aigaialos) bedeuten. Kürzlich fand die Archäologin Efi Poulaki-Pandermali eine Erwähnung des Namens Platamon in den Schriften des Homer. In der Antike bedeutete Platamon „Ein Stein der durch das Meer poliert wird“.

## Geschichte

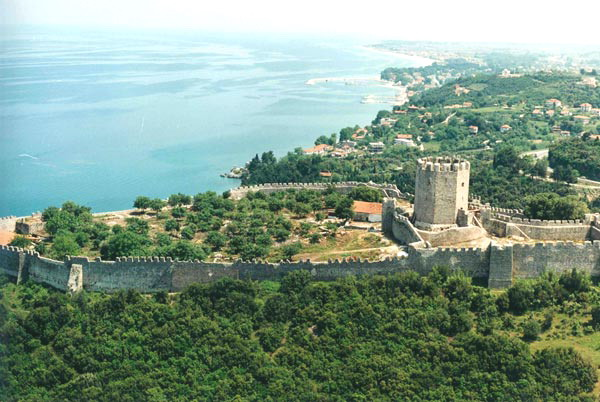
Burg von Platamonas

Auf dem Burgberg soll sich früher die Stadt Herakleion befunden haben. Erstmals erwähnt wurde sie von Skylax von Caryanda im Jahr 360 v. Chr. in seinem Werk Periplous. Titus Livius lokalisierte Herakleion „in der Mitte des Weges von Dion nach Tempe“. Im Jahr 169 v. Chr. errichteten die Römer ihr Feldlager in der Ebene zwischen Herakleion und dem antiken Leibethra, um von hier aus ihren Feldzug gegen das makedonische Königreich zu führen.
Im Mittelalter und der frühen Neuzeit spielte der Ort hauptsächlich wegen seiner byzantinischen Burg (Kastron) eine Rolle. Die Burg befindet sich ca. zwei Kilometer nördlich des modernen Ortes an einer strategisch wichtigen Stelle und kontrollierte dadurch die Passage von Menschen und Material entlang der Küste des Thermaischen Golfs von Norden (beispielsweise aus Thessaloniki) nach Süden (bspw. Larisa oder Athen) durch das Tembi-Tal, dessen nördlicher Ausgang etwa zehn Kilometer südlich von Platamonas liegt. Der fränkische König von Thessaloniki, Bonifatius I. von Montferrat, baute die Festung in ihrer heutigen Form 1205 auf den Mauern einer byzantinischen Festung aus dem 6. bis 10. Jahrhundert. Ab 1389 fiel die Burg und die Ortschaft unter die Herrschaft des Osmanischen Reiches. Nach der Befreiung von Südgriechenland und dem Anschluss von Thessalien an das Königreich Griechenland 1881 erlangte die Burg noch einmal Bedeutung, weil sie an der griechisch-türkischen Grenze lag. Mit der Eroberung der griechischen Region Makedonien durch Griechenland im Ersten Balkankrieg verlor die Burg an strategischer Bedeutung und wurde vernachlässigt. Mittlerweile wird sie für Theaterdarstellungen, Konzerte und andere kulturelle Ereignisse genutzt.

## Wirtschaft
Platamonas hat gegenwärtig touristische Bedeutung als Badeort, der von 120 000 Touristen jährlich besucht wird. In Platamonas befinden sich mehrere Campingplätze sowie zahlreiche Hotels, Pensionen und Ferienhäuser. Der Strand, von dem die Gipfel des Olymps zu sehen sind, bietet Kieselsteine und Sand. Für die klaren Strände und den sauberen Hafen wurde Platamonas 2002 und 2006 mit der Blauen Flagge der EU ausgezeichnet. Der Fischereihafen wurde 1999–2000 zu einer Marina ausgebaut.

## Kultur
Die Burg Platamonas dient als eine der Spielorte des Olympos-Festivals. Unter freiem Himmel und mit guter Akustik finden dort Theateraufführungen und Konzerte statt.

## Verkehr
Die Bahnstrecke Piräus–Platy führt über die Gemarkung. Sie wurde von 1998 bis 2004 zweigleisig und für höhere Geschwindigkeiten ausgebaut und dabei im Ortsgebiet neu trassiert. Der Ort Platamonas und der angrenzende Bergrücken, auf welchem sich die Burg befindet, wurden untertunnelt. Der alte Bahnhof Platamon wurde 2005 in Folge des Neubaus der Bahntrasse mit der alten Strecke, die zwischen dem Burgberg und dem Ortszentrum unmittelbar an der Küstenlinie entlangführte, stillgelegt. Der nächste Bahnhof liegt nun im Nachbarort Nei Pori. Die Autobahn A1 tangiert den Ort, es gibt eine Abfahrt. Die Autobahntrasse ist ebenfalls teilweise in Tunnel geführt und wurde um 1990 eröffnet. Im Jahr 2021 wurde die alte Hauptstraße im Ort in eine Fußgängerzone und Geschäftsstraße umgewandelt, die neue Hauptstraße läuft nun direkt am Meer entlang, unzählige Lokale laden dort zum Essen und Trinken ein.

## Persönlichkeiten
- Matthias Laurenz Gräff (* 1984), österreichischer Maler, Historiker, politischer Aktivist und Politiker; lebt im Ort